# David de Rambures
Pour les articles homonymes, voir David.
 (juin 2022).
Si vous disposez d'ouvrages ou d'articles de référence ou si vous connaissez des sites web de qualité traitant du thème abordé ici, merci de compléter l'article en donnant les références utiles à sa vérifiabilité et en les liant à la section « Notes et références ».
David de Rambures, né en 1364, mort le 25 octobre 1415 lors de la bataille d'Azincourt, était un chevalier français, membre du conseil du roi et grand maître des arbalétriers.

## Biographie

### Famille
David de Rambures (1364 - 1415) était le fils d'André dit Andrieux de Rambures (1335- 1405), chevalier, seigneur de Rambures, capitaine de Boulogne et de Gravelines, gouverneur de la province de Flandre-Occidentale ouest, chambellan du roi Charles VI, et de Jeanne de Brégny, fille d'Édouard de Brégny (1312-1373) et de Marie de Saint-Saufieu (1328-1358). Il épousa Catherine d’Auxy, (famille d'Auxy), dame de Dompière et d'Escouy, fille de Enguerrand d'Auxy (? - 1374) et d'Isabelle de Goulons. dont il eut six enfants :
- André de Rambures, (†1449) ;
- Jean dit « Le Flameng » de Rambures (†1415) ;
- Hugues dit « Le Danois » de Rambures (†1415) ;
- Philippe de Rambures (†1415), seigneur du Quesne ;
- Jean de Rambures, archidiacre d'Evreux, chanoine d'Amiens ;
- Agnès de Rambures, mariée en 1447 avec Jean de Bergues

En 1412, il fit commencer la construction du château de Rambures actuel qui s’interrompit à sa mort.

### Carrière militaire
Il fut placé, grâce à son père, en 1386, à l'Hôtel du roi Charles VI et commença sa carrière militaire en tant qu'écuyer dans la compagnie de son père en 1387. Il servit en Allemagne en 1388 et combattit sur de nombreux champs de bataille au début du XVe siècle ce qui le conduisit aux plus hautes fonctions. Il servit en Picardie en 1404, sous le comte de Saint-Pol, avec quatre chevaliers et vingt écuyers. Il fut fait prisonnier à Mercq près Calais avec Jean V de Hangest. Son père trouva la mort lors de cette bataille. Il servit en Guyenne en 1408 et devint capitaine du château d’Airaines, la même année. Puis, en 1410, il partit pour Gênes renforcer le maréchal de Boucicaut avec Raoul de Gaucourt. Il servit en Orléanais avec Jacques II de Bourbon-La Marche en 1411.
Il devint grand maître des arbalétriersde France en 1411 avec un traitement annuel de 2 000 livres et une gratification de 600 livres.
Il défendit le Ponthieu et l’Artois, capitaine de Boulogne (1415), il commanda à Dieppe face aux Anglais.
Il mourut à la bataille d'Azincourt, le 25 octobre 1415, avec trois de ses fils, Jean, Hugues et Philippe.

### Carrière politique
Familier de la cour de Bourgogne, il assista, à Cambrai, au mariage de Marguerite de Bourgogne
avec Guillaume de Hainaut en 1385, à celui de Jean de Bourgogne avec Marguerite de Bavière et à celui d’Antoine de Bourgogne avec Jeanne de Luxembourg à Arras, en 1402. Il fut chambellan du duc de Bourgogne Philippe le Hardi en 1401-1402.
Il fut membre du conseil du roi en 1402 et en 1410, devint chambellan du duc de Guyenne. Après le Traité de Bicêtre du 10 décembre 1410, il fit partie des douze chevaliers membre du Conseil de régence chargés du gouvernement pendant la folie de Charles VI. Cependant, son attachement au duc de Bourgogne entraîna sa destitution, en 1413. 
Il se remit, ensuite, au service du duc de Bourgogne Jean sans Peur en 1413 avant d'entrer, en 1414, au service du dauphin, Louis de Guyenne, dont il devint commissaire pour l'exécution de la Paix d'Arras, de 1414.

## Littérature
- William Shakespeare, dans sa pièce Henry V, le qualifia de « Lord Rambures, the master of the cross-bows. » (Le seigneur de Rambures, le maître des arbalètes).

## Pour approfondir